# 池田大橋 (徳島県)
| 国道32号標識 | 国道192号標識 | 国道319号標識 |

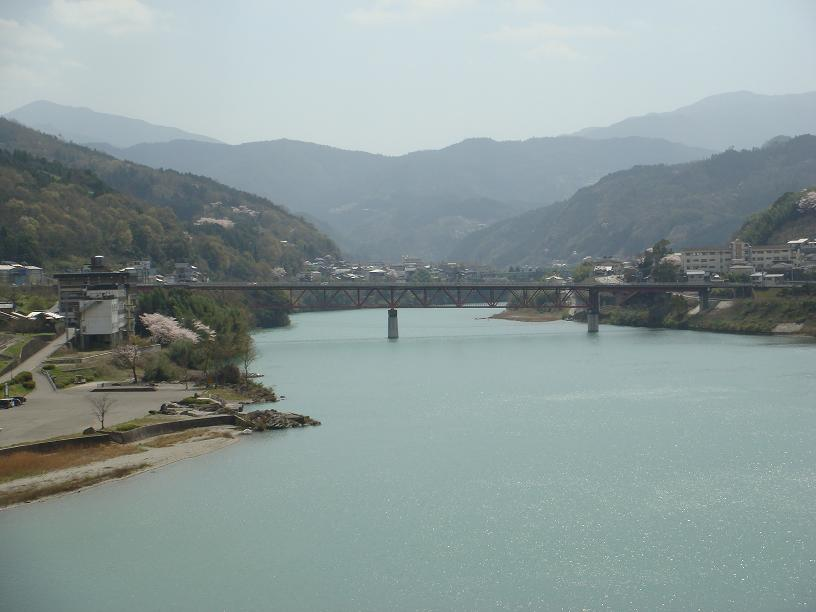
遠景

池田大橋（いけだおおはし）は、一級河川・吉野川の池田ダム湖上にかかる道路橋であり、西詰では国道32号と国道192号が合流・分岐する交通の要衝である。取り付け道路に四国初のトランペット型インターチェンジを採用している。

## 歴史
- 1973年（昭和48年）3月29日工事開始
- 1976年（昭和51年）3月24日開通

## データ
- 道路名：国道32号（国道192号・国道319号重複）
- 橋長：294m
- 幅員：車道7.5m 歩道2m×2
- 形式：ワーレントラス橋
- 右岸：徳島県三好市池田町イタノ
- 左岸：徳島県三好市池田町白地
- 総事業費：11億2千万円

## 交差点
- 池田大橋東詰（イタノ交差点）

| 方向   | 道   | 行き先                        | その他           |
| ------ | ---- | ----------------------------- | ---------------- |
| 北行   |      | 高松・琴平 徳島・つるぎ町貞光 | 徳島道井川池田IC |
| 南行き | 市道 | 黒沢                          |                  |
| 西行き |      | 高知 四国中央市川之江         | かずら橋 大歩危  |

- 池田大橋西詰（白地）

当地の進路案内看板には四国四県の県庁所在地すべてが登場する。
| 方向   | 道 | 行き先                 | その他             |
| ------ | -- | ---------------------- | ------------------ |
| 東行き |    | 高松・徳島             | 徳島道井川池田IC   |
| 南行き |    | 高知・大豊             | かずら橋 大歩危    |
| 西行き |    | 松山・四国中央市川之江 | 松山道三島川之江IC |

※なお国道319号は池田大橋周辺においては国道32号と同じルートで重複している。また、西詰（白地）交差点では川之江方向から大豊方向に徳島県道268号野呂内三縄停車場線も重複している。

### 国道32号 高知市・大豊町方面
- 高知市 80km
- 南国市 69km
- 大豊町 41km

### 国道32号 高松市・琴平町方面
- 高松市 60km
- 綾川町 43km
- 琴平町 31km

### 国道192号 徳島市・つるぎ町方面
- 徳島市 76km
- 吉野川市 57km
- 美馬市 38km
- つるぎ町貞光 28km

### 国道192号 松山市・四国中央市方面
- 松山市 111km
- 四国中央市 25km

## 近隣
- 四国中央橋（国道32号）
- 池田ダム 堰堤は自動車も通行可能で生活道として使用されている。
- 池田へそっ湖大橋（徳島自動車道）
- 三好橋 上流1km程の所にある。完成当時は東洋一の吊橋と言われ、池田大橋完成以前はこちらがメインルートだった。